# Marwan Mohammed
Marwan Mohammed (Arabic:مروان محمد) (sinh ngày 8 tháng 1 năm 1994) là một cầu thủ bóng đá người Các Tiểu vương quốc Ả Rập Thống nhất. Hiện tại anh thi đấu cho Emirates Club.